# Sammy Alex Mutahi
Sammy Alex Mutahi (né le 1er juin 1989 à Nyeri) est un athlète kényan spécialiste des courses de fond.
Il s'illustre durant la saison 2008 en se classant troisième des Championnats du Kenya junior sur la distance du 10 000 m. En 2009, il obtient plusieurs places d'honneur lors de meetings du circuit de l'IAAF, terminant deuxième à Londres sur 5 000 m, et troisième à Monaco sur 3 000 m. Le 12 septembre, il se classe troisième du 3 000 m lors de la finale mondiale de l'athlétisme à Thessalonique, derrière l'Éthiopien Kenenisa Bekele et l'Américain Bernard Lagat.

## Palmarès
| Date | Compétition                    | Lieu          | Résultat | Discipline | Temps         |
| ---- | ------------------------------ | ------------- | -------- | ---------- | ------------- |
| 2009 | Finale mondiale                | Thessalonique | 3e       | 3 000 m    | 8 min 04 s 64 |
| 2010 | Championnats du monde en salle | Doha          | 3e       | 3 000 m    | 7 min 39 s 90 |